# Rachicladosporium luculiae
Rachicladosporium luculiae är en svampart som beskrevs av Crous, U. Braun & C.F. Hill 2007. Rachicladosporium luculiae ingår i släktet Rachicladosporium, ordningen Capnodiales, klassen Dothideomycetes, divisionen sporsäcksvampar och riket svampar.   Inga underarter finns listade i Catalogue of Life.